# Route nationale 21 (Maroc)
Pour les articles homonymes, voir N21 et Route nationale 21.
La route nationale 21 relie Sidi Ifni à Assa. Elle fait 163 km de long. Elle passe principalement par Guelmim.

## Description
Avant la nouvelle numérotation introduite par le gouvernement en 2018, aucune route nationale existait sous la numérotation de N21
Depuis la nouvelle numérotation la N21 fait partie des nouvelles routes nationales introduites par le gouvernement. Ces nouvelles routes reprennent le tracé des anciennes routes nationales ou des routes régionales. 
Dans le cas de la N21 l'intégralité de son tracé reprend en partie celle de l'ancienne N12 qui reliait la ville de Sidi Ifni à Rissani en passant par Mesti , Assa et Tata

## Tracé
- Sidi Ifni
- Arbâa Mesti
- Imi'N'Fast
- Futur intersection avec la future N1 - Voie Express Tiznit - Dakhla : Tiznit / Tan-Tan / Laâyoune / Dakhla
- Guelmim
- Intersection avec l'actuelle N1 : Tiznit / Tan-Tan / Laâyoune / Dakhla
- Intersection avec Rocade de Guelmim
- Fask
- Assa
- Intersection avec la N17 : Es-Semara / Tata / Zagora / Rissani marquant la fin de la N21